# 찰리 브라운의 크리스마스
《찰리 브라운의 크리스마스》(영어: A Charlie Brown Christmas)은 1965년에 방영된 애니메이션 텔레비전 스페셜이다. 찰스 M. 슐츠의 코믹 스트립 《피너츠》를 바탕으로 하는 최초의 TV 스페셜이며, 피터 로빈스, 크리스토퍼 셰이, 캐시 스타인버그, 트레이시 스트랫퍼드, 빌 멜렌데즈 등이 목소리로 연기했다. 리 멘델슨이 제작하고 멜렌데즈가 연출한 이 프로그램은 1965년 12월 9일에 CBS에서 처음으로 방영되었다. 이 프로그램에서, 찰리 브라운(로빈스)은 즐거운 연휴 기간이 시작되었음에도 우울함을 느낀다. 루시 반 펠드(스트랫포드)가 브라운에게 이웃들의 크리스마스 연극을 연출해보라고 제안하지만, 브라운이 메인 장식으로 초라한 크리스마스 트리를 선택하자 또래 친구들은 브라운의 진심 어린 노력을 무시하고 놀린다.
1950년에 연재가 시작된 이래로 《피너츠》는 1960년대 중반까지 전세계적인 인기를 끌었다. 《찰리 브라운의 크리스마스》는 코카콜라 컴퍼니가 제작을 의뢰하고 비용을 지원했으며, 수 주에 걸쳐 각본이 쓰여졌고 6개월 동안 적은 예산으로 제작되었다. 제작진은 그동안의 관계에서 벗어나 성우에 아역 배우들을 고용했으며, 피아니스트 빈스 과랄디의 재즈 음악이 사용되는 등 사운드트랙 역시 파격적이었다.
당시 미국 텔레비전 애니메이션의 필수 요소였던 웃음 트랙이 없다는 점과 더불어, 작품의 톤, 전개 속도, 음악, 애니메이션 스타일 등을 고려했을 때 제작진과 방송국은 모두 이 작품이 실패할 것이라고 예상했다. 하지만 이들의 공통된 우려와는 달리 《찰리 브라운의 크리스마스》는 높은 시청률을 기록했고 평론가들 사이에서 호평을 받았다. 이 작품은 에미상과 피버디상을 수상했으며, Apple TV+ 스트리밍 서비스의 독점 콘텐츠가 되기 전까지 56년 동안 매년 크리스마스 시즌에 미국에서 방영되는 연례 프로그램이 되었다. 《찰리 브라운의 크리스마스》의 성공으로 《피너츠》의 TV 스페셜과 영화가 연이어 제작되는 길이 열렸다. 재즈 사운드트랙 역시 미국에서만 500만 장이 팔리는 등 상업적으로 성공을 거뒀다. 라이브 연극으로도 제작되어 공연되었다.

## 등장인물
- 피터 로빈스 - 찰리 브라운 역[3]
- 크리스토퍼 셰이 - 라이너스 반 펠트[4]
- 트레이시 스트랫퍼드 - 루시 반 펠트[5]
- 캐시 스타인버그 - 샐리 브라운[5]
- 크리스 도런 - 슈로더 역 & 셔미 역
- 제프리 온스타인 - 픽 펜 역
- 샐리 드라이어 - 바이올렛
- 앤 알티에리 - 프리다
- 빌 멜렌데즈 - 스누피
- 캐런 멘델슨 - 패티

### 내용주
1. ↑  캐나다에서는 《찰리 브라운의 크리스마스》가 CBS 방영보다 4일 앞선 1965년 12월 5일에 CTV에서 첫 방송되었다. 방송 시간은 방송국마다 달랐는데, 위니펙에서는 CJAY-TV를 통해 오후 4시 30분에 방영되었다.[1]

### 참조주
1. ↑  TV Guide, Manitoba-Saskatchewan Edition, December 4–10, 1965.
2. ↑  “Gold & Platinum”. 《Recording Industry Association of America》. 2022년 5월 12일에 확인함.
3. ↑  Mendelson 2013, 21쪽.
4. ↑  Mendelson 2013, 22쪽.
5. 1 2  Mendelson 2013, 23쪽.

## 참고 문헌
- Mendelson, Lee (2013). 《A Charlie Brown Christmas: The Making of a Tradition》 (영어). It Books. ISBN 978-0-06-227214-0. 2022년 1월 20일에 원본 문서에서 보존된 문서. 2016년 10월 7일에 확인함.